# Martres-sur-Morge
Martres-sur-Morge – miejscowość i gmina we Francji, w regionie Owernia-Rodan-Alpy, w departamencie Puy-de-Dôme.
Według danych na rok 1990 gminę zamieszkiwało 450 osób, a gęstość zaludnienia wynosiła 55 osób/km² (wśród 1310 gmin Owernii Martres-sur-Morge plasuje się na 431. miejscu pod względem liczby ludności, natomiast pod względem powierzchni na miejscu 886.).